# Церква Зіслання Святого Духа (Вінниця)
Церква Зіслання Святого Духа — старообрядницька церква у Вінниці. Належить до Київської та всієї України єпархії Російської православної старообрядницької церкви. У 1946—1988 роках був кафедральним собором цієї єпархії.

## Історія
Дерев'яну церкву Зіслання Святого Духа було збудовано у 1850—1860-х роках старообрядцями, які проживали у Старообрядницькій та Дубовецькій слободах (зараз вулиці Брацлавська та Олександра Довженка). Після пожежі вона була обкладена цеглою. До кінця XIX — початку XX століття храм не мав свого священика. Першим постійним священиком став Симеон Позняков, який опікувався громадою до смерті в середині 1920-х років. Після нього настоятелем був обраний Ісидор Кобзін. У 1921 старообрядницькій громаді була виділена земля під цвинтар.
Перед Другою світовою війною храм було закрито. Німці використовували його як стайню. У 1945 році богослужіння в храмі було відновлено, а новим настоятелем став Петро Кобзін, син отця Ісидора.
У 1946 році священноінок Веніамін (Агольцов) був хіротонізований на єпископа Києво-Винницького. Єпархіальний центр було розміщено у Вінниці. У 1988 році єпископом Київським і всієї України був обраний Іоанн (Вітушкін), який переніс кафедру до Києва.
У 1994 р. старообрядницький цвинтар, на якому раніше ховали парафіян і священиків громади, почали забудовувати. У 2016 році вінницька влада зрівняла цвинтар із землею.
Поряд із старою церквою ведеться будівництво нового храму.